# Пустынная игуана
Пустынная игуана (лат. Dipsosaurus dorsalis) — вид ящериц семейства игуановых. Единственные вид одноимённого рода.

## Внешний вид
Максимальная длина тела с хвостом до 40 см (хотя обычно около 14 см). Телосложение довольно плотное. Окрас от коричневого до серого, на спине и боках много белых пятен, часто с чёрной каймой.

## Распространение и места обитания
Встречается в пустынях на юго-западе США и в прилегающих районах Мексики. Адаптирована для жизни в жарких и сухих биотопах.

## Питание
Кормятся в основном растительной пищей, но могут поедать и насекомых, а также мелких ящериц.